# Flugplatz South West Bay

i7
i11
i13
Der Flugplatz South West Bay (englisch South West Bay Airport, IATA-Code: SWJ, ICAO-Code: NVSX) ist ein Flugplatz in South West Bay, Malakula, Vanuatu.

## Fluggesellschaften und Ziele
Er wird von Air Vanuatu vom Bauerfield Airport aus bedient.